# Fuenlabrada
Fuenlabrada (výslovnost [fwenlaˈßɾaða]IPA) je město v Metropolitní oblasti Madridu ve Španělsku. Fuenlabrada se nachází na jihozápadě regionu, 22,5 km od hlavního města a má přibližně 191 tisíc obyvatel. Jméno města pravděpodobně vzniklo z Fuente Labrada (španělsky Vyřezávaný pramen).

## Historie
První písemná zmínka o Fuenlabradě byla zaznamenána v 16. století za vlády FIlipa II. Španělského, 200 let po jejím založení, které se klade do období kolem roku 1375. Všechna města, městečka a vesnice obdržely královský rozkaz, podle kterého měly odpovědět na rozsáhlý dotazník týkající se historie, geografie, hospodářství, obyvatelstva a zvyklostí daného města.

## Obyvatelstvo
Fuenlabrada byla svědkem dramatické populační exploze v 80. letech 20. století v důsledku rozsáhlé imigrace mladých pracovníků z hlavního města a dalších agrárních regionů (především Extremadury, Kastilie – La Manchy, Andalusie a Galicie), kteří hledali cenově přijatelné bydlení. V roce 1975 měla obec již 18 442 obyvatel. Později se ve městě usídlili i zahraniční pracovníci, především z Latinské Ameriky, Afriky, Maghrebu, Číny a Rumunska. Mezi slavné lidi pocházející z Fuenlabrady patří španělský útočník Atlética Madrid Fernando Torres a brankář z RCD Espanyol Roberto Jiménez Gago.

## Doprava

### Silnice
Město je napojeno na M-50 a A-42 hlavními silnicemi M-506, M-407 a M-409. Je také spojeno se sousedními městy Humanes de Madrid a Moraleja de Enmedio vedlejšími silnicemi M-413 a M-405.

### Metro

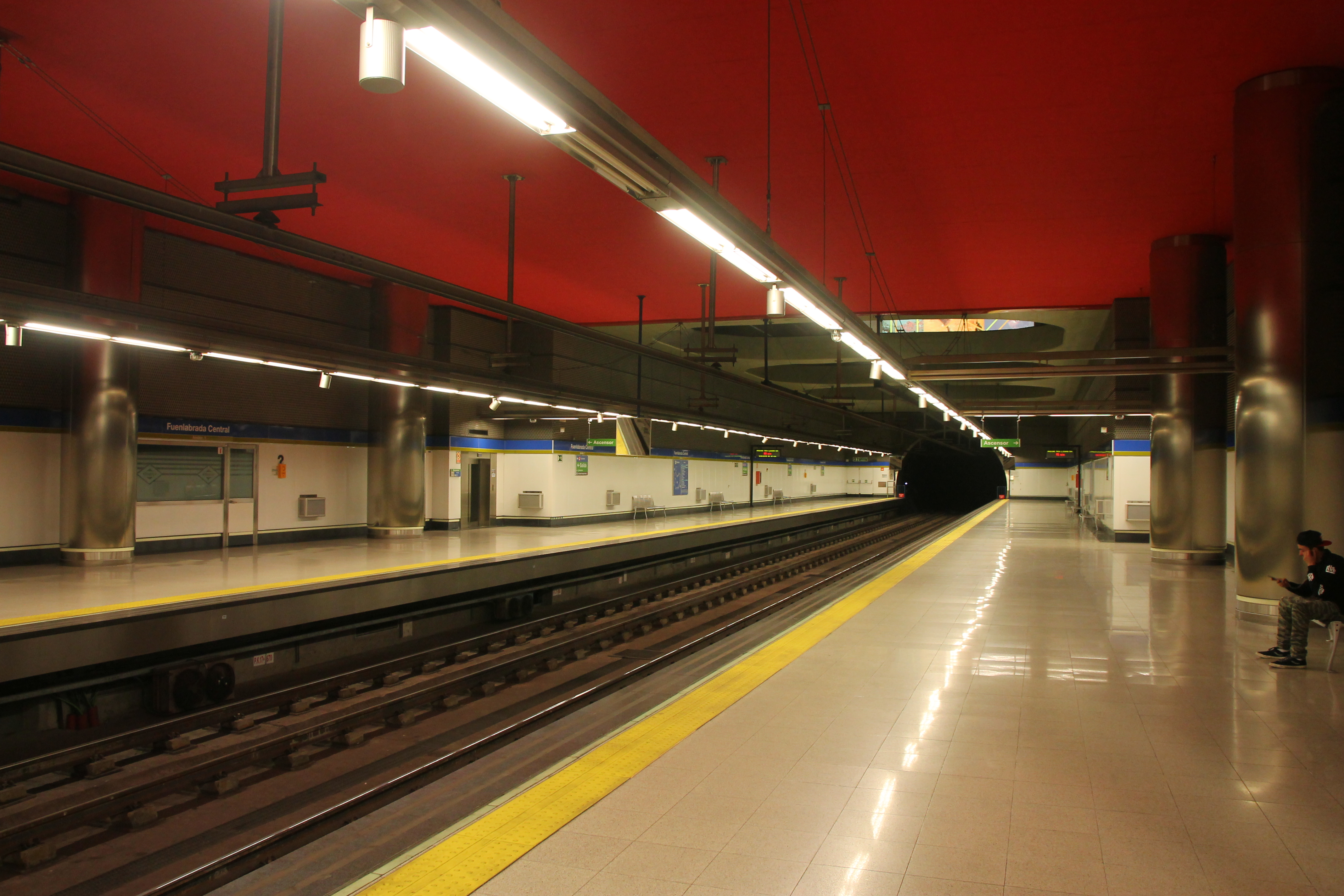
Stanice metra Fuenlabrada Central

Město je obsluhováno linkou 12 madridského metra (Metrosur), díky které má Fuenlabrada dobré dopravní spojení s Madridem, Móstoles, Getafe, Alcorcónem a Leganés. Ve městě se nachází pět stanic metra:
- Loranca
- Hospital de Fuenlabrada
- Parque Europa
- Fuenlabrada Central (přestup na stanici Fuenlabrada Cercanías)
- Parque de los Estados

### Železnice
Fuenlabrada je spojen s Madridem linkou C-5 příměstské železnice Cercanías a ve Fuenlabradě zastvuje ve stanicích:
- Fuenlabrada (přestup na stanici metra Fuenlabrada Central)

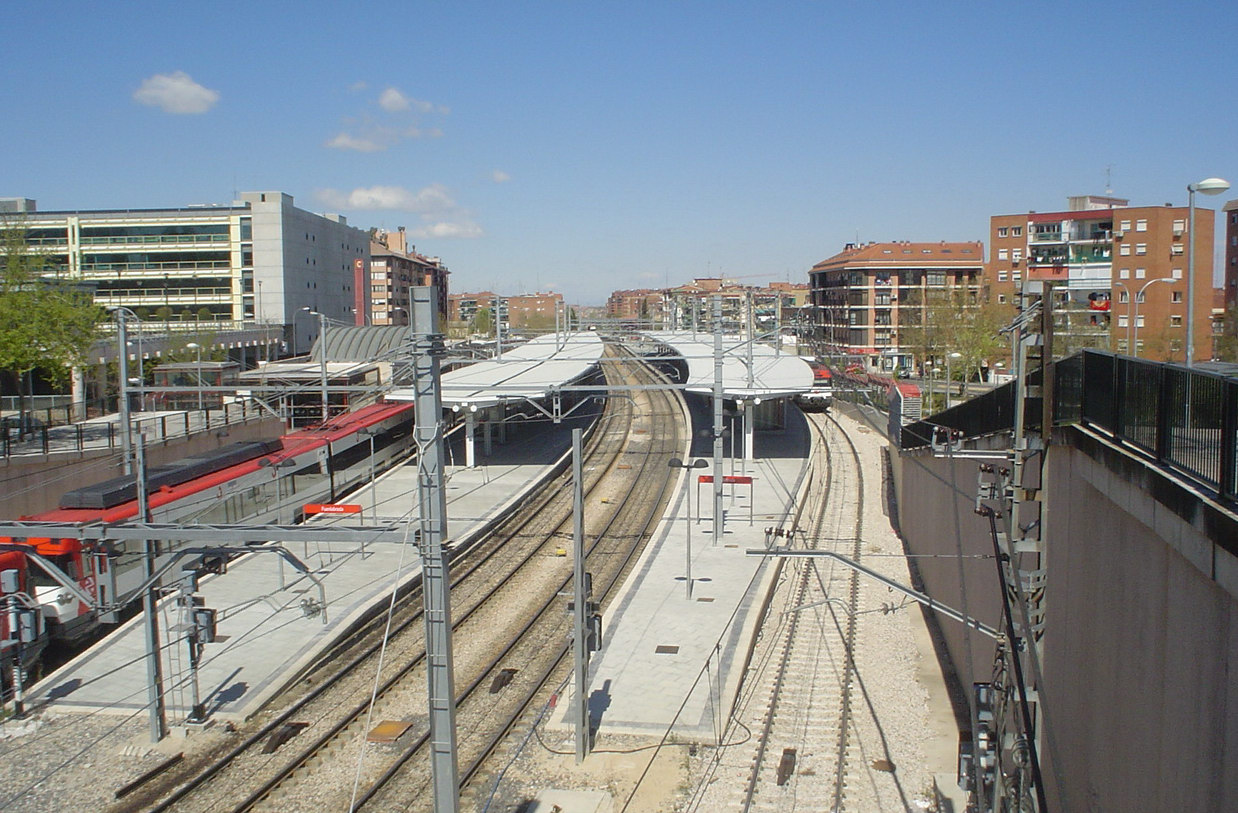
Fuenlabrada hlavní nádraží a stanice metra.

- La Serna

## Vzdělávání
Ve Fuenlabradě se nachází 33 mateřských škol a jeslí, 50 základních škol a 15 středních škol.